# Елин, Иван Павлович
Иван Павлович Елин (17 июля 1901 года, с. Водяное, Царицынский уезд, Саратовская губерния — 20 октября 1981 года, Одесса) — советский военный деятель, генерал-майор (1954 год).

## Начальная биография
Иван Павлович Елин родился 17 июля 1901 года в селе Водяное Царицынского уезда Саратовской губернии.
Работал в артели рыбаков в селе Водяное.

## Военная служба

### Гражданская война
В июне 1919 года призван в РККА и направлен красноармейцем в армейское депо в Царицыне. Вскоре в составе 28-й стрелковой дивизии принимал участие в боевых действиях против войск под командованием генерала А. И. Деникина в районе Царицына. В январе 1920 года был ранен в ногу, после чего лечился в госпитале. После выздоровления в мае направлен во 2-й Саратовский добровольческий батальон, после чего принимал участие в подавлении восстания Сапожкова под Уральском.

### Межвоенное время
В сентябре 1920 года направлен на учёбу на 1-е Ташкентские командные курсы, после окончания которых в октябре 1921 года назначен на должность командира отделения в составе 6-го Туркестанского стрелкового полка.
В январе 1922 года направлен в 28-ю стрелковую дивизию, где назначен на должность командира отделения в составе 82-го стрелкового полка, а в марте — на должность командира взвода в сапёрной роте. В июле того же года переведён в 37-ю стрелковую дивизию, где служил на должностях командира взвода и помощника заведующего классом отдельной сапёрной роты. В октябре 1924 года назначен на должность командира взвода в составе 16-го отдельного саперного батальона в составе 16-го стрелкового корпуса.
В августе 1925 года направлен на учёбу в Военно-политическую школу в Смоленске, однако в октябре 1926 года переведён в Военно-политическую школу имени М. В. Фрунзе в Ташкенте, после окончания которой в сентябре 1927 года назначен на должность политрука роты в 91-й стрелковый полк (Приволжский военный округ), в июле 1931 года — на должность помощника командира учебного батальона по политчасти (12-й стрелковый корпус), в декабре того же года — на должность политрука полковой школы и помощника начальника штаба Балашовского стрелкового полка, в феврале 1934 года — на должность командира роты в Калининской военно-химической роте, а в ноябре 1936 года — на должность начальника штаба 3-го отдельного химического батальона (Ленинградский военный округ).
В ноябре 1937 года И. П. Елин направлен на учёбу в Военно-химическую академию РККА, однако в июле 1938 года переведён в Военную академию имени М. В. Фрунзе.

### Великая Отечественная война
В июле 1941 года окончил академию и направлен на Западный фронт, где 13 июля назначен на должность командира 111-го стрелкового полка в составе 55-й стрелковой дивизии (28-й стрелковый корпус), после чего принимал участие в боевых действиях в ходе в Смоленского сражения и затем в тяжёлых боях на реке Сож в районе Пропойска и на гомельском направлении. 6 сентября дивизия была передана в состав Юго-Западного фронта, после чего в ходе Киевской оборонительной операции вела боевые действия в районе города Щорс, а затем отступала по направлению на Нежин и Прилуки. 24 сентября попал в окружение, по выходе из которого с 3 октября состоял в резерве Юго-Западного фронта и в декабре назначен на должность командира 21-й отдельной мотострелковой бригады. 15 марта 1942 года освобождён от занимаемой должности.
В апреле 1942 года назначен на должность командира 42-го гвардейского стрелкового полка (13-я гвардейская стрелковая дивизия), после чего принимал участие в боевых действиях в ходе Харьковской, Воронежско-Ворошиловградской и Донбасской оборонительных операций. 16 июля 13-я гвардейская стрелковая дивизия была выведена на переформирование и в середине сентября 1942 года передислоцирована в район Сталинграда, где в составе 62-й армии (Сталинградский фронт) принимала участие в ходе Сталинградской битвы.
14 января 1943 года назначен на должность командира 92-й стрелковой бригады (Донской фронт), которая участвовала в боевых действиях против окружённой группировки противника в Сталинграде, а в марте заняла оборонительный рубеж на реке Оскол.
В мае 1943 года подполковник И. П. Елин назначен на должность командира 6-й мотострелковой бригады в составе 6-го танкового корпуса, после чего принимал участие в боевых действиях в ходе Курской битвы. В октябре 1943 года «за проявленные героизм и отвагу, стойкость, мужество, организованность и умелое выполнение боевых задач» корпус был преобразован в 11-й гвардейский, а бригада — в 27-ю гвардейскую. Вскоре бригада под командованием И. П. Елина принимала участие в ходе Житомирско-Бердичевской и Корсунь-Шевченковской наступательных операций. 9 февраля 1944 года освобождён от занимаемой должности по состоянию здоровья и направлен в распоряжение Военного совета 1-го Украинского фронта.
17 июня 1944 года полковник И. П. Елин назначен на должность командира 211-й стрелковой дивизии, которая вскоре принимала участие в Львовско-Сандомирской наступательной операции, в ходе которой вышла на шоссе Львов — Стрый, чем способствовала окружение Львова, и затем после форсирования р. Сан вскоре вышла к Висле. С 8 сентября 1944 года дивизия принимала участие в боевых действиях в Карпатско-Дуклинской наступательной операции, в ходе которой 25 сентября в районе села Тылява в Карпатах подполковник И. П. Елин был тяжело ранен, после чего лечился в госпитале.
После выздоровления с марта 1945 года находился в распоряжении Военного совета 1-го Украинского фронта и 27 апреля года назначен на должность заместителя командира 97-й гвардейской стрелковой дивизии, которая вскоре принимала участие в боевых действиях в ходе Пражской наступательной операции.

### Послевоенная карьера
После окончания войны находился на прежней должности в Прикарпатском военном округе.
В феврале 1948 года назначен на должность заместителя командира 66-й гвардейской стрелковой дивизии, в июле 1953 года — на должность командира 40-й отдельной стрелковой бригады (Уральский военный округ), в ноябре того же года — на должность командира 194-й стрелковой дивизии, преобразованной вскоре в 18-ю стрелковую, а в сентябре 1956 года — на должность начальника военной кафедры Кировского сельскохозяйственного института.
Генерал-майор Иван Павлович Елин 21 апреля 1959 года вышел в запас. Умер 20 октября 1981 года в Одессе.

## Награды
- Орден Ленина (21.02.1945);
- Четыре ордена Красного Знамени (06.11.1942, 26.08.1943, 03.11.1944, 15.11.1950);
- Орден Отечественной войны 1 степени (30.08.1944);
- Медали.